# Новое Село (Краснинский район)
Новое Село — деревня в Краснинском районе Смоленской области России. Входит в состав Малеевского сельского поселения. По состоянию на 2007 год постоянного населения не имеет. 
Расположена в западной части области в 17 км к юго-востоку от Красного, в 17 км южнее автодороги Р135 (Смоленск - Красный - Гусино), на берегу реки Белышенка. В 31 км северо-западнее деревни расположена железнодорожная станция Гусино на линии Москва — Минск. 

## История
В годы Великой Отечественной войны деревня была оккупирована гитлеровскими войсками в июле 1941 года, освобождена в сентябре 1943 года.